# Mas Solladors
El Mas Solladors és un mas situat al municipi de Riumors, a la comarca catalana de l'Alt Empordà. Es troba a la vora del rec Sirvent.